# Чарли Чан в Лондоне
«Чарли Чан в Лондоне» (англ. Charlie Chan in London) — американский детективный фильм режиссёра Юджина Форда, который вышел на экраны в 1934 году. Это шестой фильм студии Fox с Уорнером Оулэндом в роли знаменитого гавайского детектива Чарли Чана и второй из сохранившихся после «Чёрного верблюда» (1931).
В этом фильме молодого английского аристократа Пола Грэя признают виновным в убийстве капитана Королевских военно-воздушных сил Гамильтона и приговаривают к повешению. Сестра Пола (Дрю Лейтон), убежденная в его невиновности, просит Чарли Чана провести собственное расследование и найти настоящего убийцу. Чан приезжает на роскошную английскую загородную усадьбу Ричмонда (Алан Маубрэй), где произошло убийство, сталкиваясь с несколькими людьми, действия которых вызывают подозрения. Когда Чан начинает расследование, следует ещё одно убийство и два покушения, одно из них — на самого Чана. Чтобы в итоге разоблачить преступника, Чан устраивает ловушку, в которую попадает иностранный шпион, который убил капитана Гамильтона, чтобы украсть чертежи сделанного им военного изобретения.
Критики высоко оценили картину, отметив занимательный детективный сюжет, атмосферу и декорации английского загородного поместья.
В фильме Роберта Олтмана «Госфорд-парк» (2001), действие которого происходит в 1932 году, фигурирует персонаж, который является продюсером фильмов с Чаном для Fox, и он утверждает, что был в Англии, где проводил исследовательскую работу для фильма «Чарли Чан в Лондоне».

## Сюжет
Лондонские газеты сообщают, что Пол Грэй (Дуглас Уолтон) признан виновным в убийстве, и через 3 дня он будет повешен. В лондонской тюрьме «Пентонвилл» Пола навещает его любящая сестра Памела Грей (Дрю Лейтон), сообщая, что его апелляция отклонена. Однако Памела не теряет надежды, говоря, что их близкий друг Джеффри Ричмонд (Алан Маубрэй) договорился о встрече с министром внутренних дел (Дэвид Торренс). Памела, Ричмонд и её жених, адвокат Нил Ховард (Рэй Милланд) приходят на приём к министру, который заявляет, что дело Грэя было рассмотрено очень тщательно и никаких оснований для его пересмотра нет. Помощник министра Кемп (Перри Айвинс), который искренне сочувствует Памеле, советует ей обратиться к гавайскому детективу Чарли Чану (Уорнер Оуленд), который только что раскрыл сложное дело для лондонской полиции и собирается возвращаться в Гонолулу.
Отчаявшаяся Памела вместе с Нилом приходит домой к Чану с просьбой спасти её брата. Видя беспокойное состояние Памелы, Чан просит её отдохнуть, а сам уходит вместе с Нилом для разговора в соседнюю комнату. Нил рассказывает, что Памела является единственным родственником Пола. Убийство было совершено три месяца назад в конюшне загородной усадьбы мистера Ричмонда в Ретфордшире. Пол работал секретарём охотничьего клуба Ричмонда, а убитый Гамильтон был гостем, приехавшим на уик-энд. Против Пола очень много косвенных улик, но сестра абсолютно убеждена в невиновности брата. Нил добавляет, что он адвокат и защищал Пола в суде, затем подавал апелляцию, которая была отклонена, и через три дня Пола должны повесить. То есть, как понимает Чан, до момента казни осталось всего 65 часов, и спасти Пола можно, только доказав за это время, что преступление совершил кто-то другой. Когда на вопрос Чана адвокат отвечает, что не верит в невиновность Пола, в комнату врывается Памела. Она заявляет, что больше не хочет видеть Нила, разрывает с ним помолвку и бросает на пол обручальное кольцо.
В шикарной усадьбе Джеффри Ричмонда в Ретфордшире собралась большая светская компания. Мужчины с грустью рассуждают о скором завершении сезона охоты на лис. Ричмонд говорит молодой леди Мэри Бристол (Мона Барри), что женится на ней, и за этой сценой с недовольством взирает молодой джентльмен Джерри Гартон (Уолтер Джонсон). Пока хозяин говорит с дворецким Филлипсом (Мюррей Киннелл), Гартон выражает Мэри своё восхищение. Затем Ричмонд отзывает Мэри в сторону, сообщая, что приехала Памела, которая хочет видеть их немедленно. Памела сообщает им, что Нил считает Пола виновным, и теперь ей придётся начать всё сначала. Ричмонд и Мэри решают быстро завершить приём, а потом всё спокойно обсудить. Когда Мэри отводит Памелу в комнату отдыха, на пороге дома появляется Чарли Чан, однако по указанию Ричмонда дворецкий не пускает его к Памеле и закрывает перед ним дверь. Затем дворецкий незаметно проходит в кабинет Ричмонда и что-то ищет в его бумагах. Чан забирается на второй этаж и через окно проникает в комнату Памелы. Он говорит, что встретился с её братом, и полагает, что тот может быть невиновен. Памела просит проводить Чана в кабинет, а сама идёт за Ричмондом.
Тем временем в общем зале постоянно пьяный гость Банни Фатергилл (Пол Ингланд) флиртует с дамами к неудовольствию жены (Мэдж Беллами), которая стремится его успокоить. Гартон пытается объясниться Мэри в любви, однако она не хочет об этом говорить и уходит. Ричмонд находит Мэри и просит собрать в кабинете всех гостей, которые давали показания по делу об убийстве, а остальных под любым предлогом выпроводить из дома. Когда все свидетели собраны, Ричмонд представляет им Чана. Детектив говорит, что если Пол не убийца, значит убийцей является кто-то другой. И единственный способ спасти Пола — это быстро найти настоящего убийцу.
Чан просит Ричмонда коротко изложить события, которые произошли вечером накануне убийства. Тот рассказывает, что Пол был секретарём его охотничьего клуба и в период охотничьего сезона проживал в этом особняке, а капитан Гамильтон, который стал жертвой убийства, приехал на уик-энд. По словам Ричмонда, они с Полом никогда не ладили. В ночь убийства Гамильтон зашёл вслед за Полом в кабинет, где они остались наедине. Мистер Фатергилл, майор Жардин (Джордж Барро) и мистер Гартон слышали, как они яростно спорят. Фатергилл подтверждает это, также как и Жардин, который говорит, что они спорили из-за хористки. Гартона же в кабинете нет, и Филлипса отправляют на его поиски. Чан просит Жардина рассказать о событиях после ссоры. Тот сообщает, что он вместе с Фатергиллом стоял за дверью, собираясь остановить ссору. Сквозь дверь Жардин слышал, как Гамильтон что-то угрожающе сказал Полу, затем послышался шум стремительно хлопнувшей двери в сад. Жардин решил, что кто-то из них ушёл и решил не вмешиваться. Ричмонд продолжает, что два часа спустя Гартон и Жардин пошли в конюшню, где обнаружили тело Гамильтона. Пока они шли, Гартон заметил, как Пол идёт в сторону дома. На вопрос Чана, зачем Жардин так поздно пошёл в конюшню, тот отвечает, что одна из лошадей Гартона заболела, и он хотел посмотреть её перед тем, как лечь спать. То есть, уточняет Чан, никто не видел Гамильтона живым после удара двери. Жардин подтверждает, что это так. Проверив, что все двери в кабинете закрываются очень тихо, Чан обращает внимание, что на стене не хватает декоративного кинжала, который, как выясняется, и стал орудием убийства. Ричмонд уточняет, что кинжал лежал около тела Гамильтона, а сейчас он в полиции. Отпечатков пальцев на клинке не было, и полиция заключила, что Пол был в перчатках. Когда Чан выражает удивление, что преступление страсти было совершено в перчатках, Ричмонд поясняет, что по версии обвинения, это было заранее спланированное убийство. В ответ Чан говорит, что если исходить из того, что Пол не убийца, то надо забыть все те доказательства, которые были представлены в суде. Нет времени разоблачать ложь, надо показать правду.
Чан просит всех пройти в конюшню, чтобы реконструировать сцену убийства. У ворот конюшни Чан просит Ричмонда и Жардина помочь с реконструкцией. Своими разговорами подошедшая группа разбудила конюха Лейка (Джон Роджер), который живёт на втором этаже конюшни. Жардин, который называет реконструкцию глупой детской затеей, крайне неохотно берёт у Чана кинжал, чтобы изображать убийцу. Чан просит его зайти в конюшню и ударить ножом жертву, так как могли ударить Гамильтона, а затем положить нож там, где его нашли. Когда они заходят в конюшню, лошадь приходит в крайнее беспокойство, издавая громкий шум, и лишь благодаря вызванному Лейку лошадь удаётся успокоить. Жардин говорит, что это лошадь Мэри, и, по словам Ричмонда, только Лейк может делать с этой лошадью то, что захочет. Чан отметил для себя то обстоятельство, что животное может контролировать только Лейк. Так как в момент убийства в конюшне было темно, Чан просит выключить свет и повторить следственный эксперимент. В темноте Жардин говорит, что не может нанести удар, однако кладёт кинжал в то место, где он его нашёл. Неожиданно в конюшне появляется Гартон, который говорит, что ходил на прогулку, а затем был в своей комнате. Услышав шум лошадей в конюшне, он пришёл сюда проверить, в чём дело. Ричмонд сообщает, что на место Пола новым секретарём клуба назначен майор Жардин. Чан просит Ричмонда проводить всех дом, а сам остаётся для разговора с Лейком. Конюх утверждает, что в день убийства у него был выходной и вечер он провёл в городе с девушкой. Лошадь же, по его словам, была в своём стойле. Чан обращает внимание на то, что Лейк сильно нервничает. Тем не менее, он отпускает конюха и заходит к Памеле, которая подтверждает, что в ночь убийства ни она, никто другой в доме шума лошади не слышал, хотя известно, что она всегда очень шумит при посторонних, кроме тех случаев, когда поблизости находится Лейк. Чан решает, что Лейк что-то скрывает, однако к утру он будет уже настолько напуган, что сам расскажет правду.
Утром в кустах около дома Чан замечает прячущегося Нила, который приехал, чтобы увидеть Памелу, однако она отказалась его принять. Чан заходит к Лейку, чтобы поговорить с ним, обнаруживая, что тот мёртв. Около трупа уже находятся Ричмонд и местный детектив местной полиции, сержант Текер (Э. Э. Клайв), который считает, что это самоубийство. Однако Чан, осмотрев тело, быстро устанавливает, что это убийство, хорошо замаскированное под самоубийство. Обнаружив в кошельке Лейка крупную сумму денег, Чан утверждает, что человек его типа с такими деньгами не будет себя убивать. Ещё более существенно, что указательный палец убитого лежит на курке револьвера, однако смертельная рана находится по центру лба. Такую рану можно нанести себе, только если нажимать на курок большим пальцем. Тем не менее, чтобы не спугнуть убийцу, Чан просит всем сообщить, что произошло самоубийство. Затем Чан встречается с Памелой, говоря, что после смерти Лейка стало ясно, что убийца находится в этом доме, и именно он дал Лейку такую крупную сумму денег. После того, как Чан напугал Лейка, убийца был вынужден его убить. Хотя убийство Лейка косвенно подтверждает невиновность Пола, Чан просит Памелу не спешить, так как само по себе убийство Лейка ещё ничего не доказывает. В кабинете Чан разговаривает с Жардином, обращая внимание, что тот военный и только что получил освободившуюся должность секретаря охотничьего клуба. Жардин отвечает, что охота на лис не имеет ничего общего с армией, а сам он служил только в военно-воздушных войсках, но не в армии. Чан говорит Ричмонду, что кое-что начинает понимать, после чего просит у него дать ему следующим утром автомобиль, чтобы съездить на расположенную поблизости военно-воздушную базу. Ночью Чан заходит в кабинет Ричмонда, внимательно изучая его рабочий стол, и в этот момент кто-то стреляет в него из пневматического пистолета дротиком, который втыкается чуть выше руки Чана. Детектив падает на пол и гасит свет, и сразу после этого в кабинет заходит Ричмонд, а затем появляется и сержант Такер, который обнаружил в саду пневматический пистолет.
На следующее утро все гости собираются на лисью охоту. Услышав о ночном покушении на Чана, Мэри отправляется на его поиски, выясняя, что он уехал на автомобиле. Мэри пишет Чану записку, и просит Памелу передать её как только он появится. Тем временем Чан беседует с начальником военного аэродрома «Фарнвелл» (Клод Кинг), который говорит, что Гамильтон был отличным офицером, а также изобретателем. В частности, он много работал над глушителями для боевых самолётов, и его разработки сегодня широко применяются в ВВС. Своё последнее изобретение Гамильтон сделал 18 месяцев назад. После этого у него появилось много интересов на стороне, он увлёкся охотой на лис и стал ухаживать за девушкой, после чего его работа стала буксовать. Гамильтон был замкнутым человеком, и среди офицеров у него практически не было друзей. Информация о том, что Гамильтон изобрёл глушитель для военных самолётов, не всплывала на суде.
Вернувшись в усадьбу, Чан просит Нила немедленно отвезти его к месту охоты, где Памела передаёт ему записку от Мэри, в которой она пишет, что хочет сообщить новости чрезвычайной важности о том, что видела прошлой ночью. Чан говорит, что Мэри в большой опасности, так как если убийца узнает о ней, то попытается её убить. Чан и Нил догоняют охотников, однако Мэри с ними нет. Вскоре Мэри обнаруживают упавшей вместе с лошадью на склоне крутого холма. Её доставляют в дом, и доктор диагностирует серьёзный перелом основания черепа, однако её жизни ничего не угрожает. Хотя в ближайшие 24 часа она будет без сознания, шансы на выздоровление у неё очень хорошие. Ночью Чан и Нил осматривают упавшую лошадь Мэри, и Чан что-то стирает платком с её глаз.
После этого Чан собирает в гостиной всех мужчин, напоминая, что для спасения Пола осталось всего несколько часов. Чан говорит, что ему теперь известно, почему настоящий убийца убил Гамильтона, и что Пол его точно не убивал. Хотя Ричмонд заявляет, что только у Пола установили мотив, чтобы убить Гамильтона, на что Чан возражает, что был ещё один человек, у которого был очень серьёзный мотив. Сегодня Чан узнал о том, что Гамильтон сделал секретное изобретение, позволяющее глушить шум двигателей боевых самолётов. Чертежи же Гамильтона были похищены, чтобы продать их за большие деньги. Гамильтон вычислил вора, после чего вор и убил его. До появления Чана всё для убийцы складывалось удачно, однако затем ему пришлось убить Лейка, который знал правду, а также он попытался убить и самого Чана, который слишком близко приблизился к разгадке. Чан говорит, что кто-то в этой комнате является убийцей, и он назовёт его, как только найдёт чертежи, похищенные у Гамильтона, так как на чертежах будут отпечатки пальцев, которые совпадут с чьими-то в этой комнате.
Вечером Чан заходит в кабинет Ричмонда, где встречает хозяина. Чан говорит ему, что сегодня убийца пытался также убить леди Мэри, ослепив глаза её лошади с помощью перца. Далее детектив говорит, что убийцу схватят сегодня в тот момент, когда тот попытается уничтожить чертежи, чтобы избежать разоблачения. Чан уверен, что чертежи спрятаны где-то в кабинете, поскольку на его жизнь покушались именно тогда, когда он приблизился вплотную к тайнику. Вместе с Ричмондом он спускается в кабинет, чтобы подкараулить убийцу. Чан передаёт свой пистолет Ричмонду, а сам направляется, чтобы встретить зашедшего Филлипса. Затем он подходит к столу и вскрывает подкладку коврика, извлекая оттуда чертёж, и в этот момент Ричмонд стреляет в него. Чан падает, а Ричмонд, выхватив бумаги, пытается бежать. В этот момент в кабинет врываются полицейские, которые хватают Ричмонда, после чего Чан говорит, что пистолет был заряжен холостыми патронами. Когда на шум выстрела сбегаются люди, Чан поднимает с пола чертежи, сообщая, что нашёл их ранее этим вечером, однако на них не было отпечатков пальцев. Но теперь, по его словам, отпечатки пальцев и не нужны. Когда Текер арестовывает Ричмонда за убийство, подходит дворецкий Филлипс, который заявляет, что Ричмонд не англичанин, и его настоящее имя Пол Фрэнк. А сам Филлипс оказывается капитаном Ситоном из военной разведки, которая много лет охотилась на Фрэнка. Нил и Памела немедленно звонят министру внутренних дел и начальнику тюрьмы с просьбой освободить Пола.
Вскоре Чан ужинает в ресторане с Полом, Памелой и Нилом. Он отдаёт брошенное Памелой обручальное кольцо, и Нил снова надевает его на палец своей невесте.

## В ролях
- Уорнер Оуленд — Чарли Чан
- Дрю Лейтон — Памела Грэй
- Рэй Милланд — Нил Ховард
- Мона Барри — леди Мэри Бристол
- Дуглас Уолтон — Пол Грэй (в титрах — Хью Грэй)
- Алан Маубрэй — Джеффри Ричмонд
- Джордж Барро — майор Жардин
- Пол Ингланд — Банни Фатергилл
- Мэдж Беллами — Бекки Фатерхилл
- Уолтер Джонсон — Джерри Гартон
- Мюррей Киннелл — Филлипс
- Э. Э. Клайв — детектив сержант Текер
- Джон Роджерс — Лейк
- Дэвид Торренс — министр внутренних дел
- Перри Айвинс — Кемп

### В титрах не указаны
- С. Монтагю Шоу — доктор
- Клод Кинг — начальник аэропорта Королевских ВВС
- Реджинальд Шеффилд — командир авиазвена Кинг
- Артур Клейтон — тюремный охранник

## Создатели фильма и исполнители главных ролей
Режиссёр Юджин Форд начал кинокарьеру в 1926 году, поставив вплоть 1947 года свыше 40 полнометражных фильмов категории В. Более всего он известен как постановщик криминальных фильмов из циклов о Чарли Чане (1934—1940, 5 фильмов), частном детективе Майкле Шейне (1940—1941, 3 фильма) и Криминальном докторе (1943—1944, 2 фильма). Он также поставил гангстерскую мелодраму «36 часов на убийство» (1936), детективную комедию «Инспектор Хорнли» (1939), шпионский триллер «Берлинский корреспондент» (1942), а также фильмы нуар «Багровый ключ» и «Ответный удар» (оба — 1947).
Уорнер Оуленд более всего известен как исполнитель роли детектива из Гонолулу Чарли Чана, которую он сыграл в 16 фильмах студии 20th Century Fox в 1931—1937 годах. Кроме того, в 1929—1931 годах он исполнил роль злодея Фу Манчу в трёх фильмах студии Paramount Pictures, а также снялся в заметных ролях в таких значимых фильмах, как «Певец джаза» (1927) «Обесчещенная» (1931) и «Шанхайский экспресс» (1932).
Кинокарьера Дрю Лейтон охватила период с 1934 по 1939 год, в течение которого она успела сняться в 10 фильмах, среди которых «Отвага Чарли Чана» (1934) и «Чарли Чан в цирке» (1936), а также романтическая комедия «Смена настроения» (1934) и криминальный экшн «Алиби на убийство» (1936). Во время Второй мировой войны Лейтон принимала активное участие в Движении сопротивления во Франции, в частности, спасла жизни многим сбитым нацистами лётчикам стран-союзников.
Британский актёр Рэй Милланд через десять лет после этого фильма получил «Оскар» за исполнение главной роли в фильме «Потерянный уикэнд» (1945). Всего в период с 1928 по 1985 год Милланд сыграл в 132 фильмах, среди которых «Красавчик Жест» (1939), «Майор и малютка» (1942), «Незваные» (1944), «Большие часы» (1948) и «В случае убийства набирайте «М»» (1954).

## История создания фильма
В общей сложности это шестой из цикла фильмов о Чарли Чане студии Fox и только второй после «Чёрного верблюда» (1931), который не был утерян.
Это был первый фильм из цикла о Чарли Чане, который не был основан на конкретном романе создателя образа Чарли Чана, американского писателя Эрла Дерра Биггерса. Сценарий фильма написал Филип Макдональд, который сам был популярным автором детективных романов и сценариев.
Это самый продолжительный фильм в цикле о Чане, его экраное время составляет 79 минут.
Фильм находился в производстве с 9 июля по начало августа 1934 года и вышел в прокат 12 сентября 1934 года.
В фильме Роберта Олтмана «Госфорд-парк» (2001), действие которого происходит в 1932 году, фигурирует вымышленный персонаж по имени Моррис Вайсман (его играет Боб Балабан), который продюсирует фильмы Чана для Fox и говорит, что он находится в Англии, чтобы провести исследование для этого фильма, и специально прибыл в Госфорд-парк, чтобы узнать об обычаях британского загородного дома. Вайсман упоминает настоящих актеров фильма Алана Маубрэя и Рэя Милланда, но продюсером «Чарли Чана в Лондоне» на самом деле является не Вайсман, а Джон Стоун.

## Оценка фильма критикой
После выхода фильма на экраны в рецензии «Нью-Йорк Таймс» было отмечено, что этот фильм, сценарий которого написал Филип Макдональд, который сам является известным автором детективных романов, «поддерживает традицию Чана».
Как написал современный историк кино Дерек Уиннерт, «действие этой приятной истории происходит в голливудской фантазийной Англии, полной шикарных парней из высшего общества и неотесанных слуг, а также туповатого деревенского полицейского, Э. Э. Клайв в роли сержанта-детектива Такера, который продолжает называть нашего героя мистером Чангом. Сюжет должным образом запутан, рассказывая о расследовании убийства, которое Чарли проводит в загородной усадьбе в среде английских охотников на лис».
Киновед Деннис Шварц считает, что это «атмосферный и один из самых увлекательных фильмов с Чарли Чаном». Хотя этот фильм скорее рассказывает о Чарли Чане в английской сельской местности, чем в Лондоне, но, как пишет Шварц, «зачем придираться, когда история такая занимательная».
Рецензент журнала TV Guide полагает, что уровень этого детективного фильма «значительно выше среднего». В этом фильме Чан «преследует группу гостей поместья, в частности экономку, конюха и адвоката, разумеется, разоблачая преступника в самом конце». Как отмечено в рецензии, «роскошные интерьеры добавляют фильму изюминку».